# Alfons Veljačić
Alfons Veljačić (1883. – 1932.), hrvatski zrakoplovac

## Životopis
Rođen je 9. prosinca 1883. u Crikvenici i to u samoj vili „Mira“, tada obiteljskoj kući Veljačićevih, od majke Antonije rođ. Pebr i oca Petra Veljačića, satnika kr. Ugarsko-hrvatskog domobranstva. 
Prema obiteljskoj uskočkoj tradiciji je od najranije mladosti bio predodređen za vojnički poziv i stoga poslije niže vojne realke u Kisegu (Kőszeg u sjevero zapadnoj Ugarskoj), 1905. godine završava i pješačku kadetsku školu u Mariboru te biva raspoređen u svoju matičnu postrojbu, C. i kr. 79. pješačku pukovniju „Grof J. Jelačić“ /IR.79/ sa sjedištem u Otočcu. Godine 1909. promaknut je u čin poručnika, a u narednom razdoblju razvija i strast prema letenju, pa uoči samog izbijanja Velikog rata u ljeto 1914., apsolvira letačko-izvidnički tečaj u Bečkom Novom Mjestu. Kao zrakoplovni nadporučnik - izvidnik /Beobachtungsoffizier/ priključen je Letačkoj satniji br.2 /Fliegerkompagnie - Flik Nr.2/ na srpskom bojištu te već poslije mjesec dana rata biva pohvaljen za hrabro držanje u borbi s neprijateljem. U listopadu 1915. poslan je na pilotsku izobrazbu u Köslin u Njemačkoj, a u proljeće 1916. godine apsolvira i naprednu pilotsku obuku u Bečkom novom mjestu.  U međuvremenu u rat stupa i Italija te je njegov Flik 2 premješten na sočansku bojišnicu (Isonzo), pa Veljačić sada na zadaće leti i kao pilot i izvidnik. No, zbog iskazanih sposobnosti već početkom srpnja 1916. postaje zapovjednikom Letačke satnije br.4 /Flik 4/, a ubrzo je promaknut i u čin satnika /Hauptman/. Ipak i nadalje sa svojim letačima aktivno sudjeluje u bojnim pothvatima i zračnim borbama, odnosno ukupno je naletio preko 400 bojnih letova u svojstvu izvidnika i pilota. Krajem srpnja 1917. povučen je s bojišnice te imenovan zapovjednikom Letačke popunidbene satnije br.9 /Fliegerersatzkompagnie - Flik Nr.9/, zapravo pilotske škole u Aradu (danas u Rumunjskoj) i na toj dužnosti ostaje do kraja rata. Ondje se ženi gđicom Helenom Reicher i rađa im se sin jedinac Nikola.
Za zasluge u ratu odlikovan je: Redom željezne krune III.st., Križem za vojne zasluge III.st., srebrnom i brončanom medaljom za vojne zasluge „Signum Laudis“ i Karlovim trupnim križem, a za niz obavljenih letačkih zadaća dodijeljen mu je i zrakoplovni (izvidnički) znak /Luftfahrerabzeichen/ te znak vojnog pilota /Feldpilotabzeichen/.  
Odmah po završetku rata stavlja se na raspolaganje letačkom odjelu Narodnog vijeća SHS te leti u sastavu zagrebačke Ljetalačke satnije br.1 i to napose tijekom krize i revolucionarnih previranja u Mađarskoj 1919. godine, odnosno po uspostavi vlasti Kraljevine SHS u sklopu I. Vazduhoplovne komande u Novom Sadu. Krajem 1921. godine postavljen je za v.d. upravitelja Vazduhoplovnog arsenala u Petrovaradinu i promaknut u čin bojnika /major/, ali je već u svibnju 1923. godine umirovljen. Seli u Zagreb, te živi na relaciji Zagreb- Crikvenica do iznenadne smrti 7. travnja 1932. godine.

## Unutarnje poveznice
- Wikipedija:Wikiprojekt 1. svjetski rat